# Baldassare Verazzi
Baldassare Verazzi (Caprezzo, Verbano, Piamonte, 6 de enero de 1819 – Lesa, Novara, Piamonte, 18 de enero de 1886) fue un pintor romántico italiano, que luego de trabajar y obtener cierto reconocimiento en Italia, debió exiliarse a la Argentina, adonde pintó a los sectores más representativos de la ciudad de Buenos Aires. Debido a algunos inconvenientes decidió establecerse en Montevideo, adonde recogió más éxitos como pintor; luego regresó por breve tiempo a Buenos Aires, retornando finalmente a Italia.

## Etapa italiana
Aunque su origen era humilde, desde muy joven fue alumno del pintor veneciano romántico Francesco Hayez en la Academia de Brera (Milán, Lombardía). Siendo su discípulo preferido, obtuvo numerosos premios. Al regresar, realizó un fresco sobre la vida de Leonardo Da Vinci en el patio de honor del Palacio Brera, como era costumbre que realizara el mejor alumno de una promoción. Laureado en 1847, instaló su estudio en Milán, donde tuvo varios alumnos. Verazzi dejó en Milán numerosas pinturas que lo recuerdan como: El taller de Leonardo Da Vinci, Presentación de Rafael Sanzio al Papa Julio II, El terremoto de Calabria, El buen Samaritano y otros.
Patriota fervoroso participó en las luchas de 1848 contra la dominación austríaca. Sobre esos días ha dejado algunos testimonios, entre ellos su pintura Combattimenti a Palazzo Litta (Combates en el Palacio Litta), óleo sobre tela. Perseguido por los austríacos, se refugió en Cannobio, Novara, Piamonte, donde restauró los frescos de la antigua iglesia del lugar.

## Etapa argentina
El cónsul argentino le propuso viajar a tierras argentinas, o bien, habría venido a la Argentina junto con el pintor, decorador y escultor Cheronetti y el escenógrafo Georgi en 1855, contratados por la comisión constituida en Buenos Aires para erigir el antiguo Teatro Colón, construido por el ingeniero Carlos Enrique Pellegrini e inaugurado en 1857. La decoración pictórica del plafond y del foyer, las realizaron íntegramente Verazzi y Cheronetti. El plafond constaba de ocho recuadros, de donde salían figuras coreográficas atribuidas a Verazzi, quien también habría realizado un escudo nacional sobre el proscenio. Las pinturas mencionadas desaparecieron al transformarse el edificio del Teatro Colón en el actual Banco de la Nación Argentina.
Enseñó dibujo y pintura en Buenos Aires, organizando una exposición de sus obras en 1856. Durante esos años, su nombre aparecía frecuentemente en los diarios siendo objeto de numerosas alabanzas. Ello implicaba que su obra se difundía exitosamente en la minoría adinerada y culta de Buenos Aires, interesada especialmente en sus retratos familiares, los que fueron muy elogiados por la prensa porteña. El pintor argentino Cándido López, fue uno de sus discípulos más destacados. 
Durante 1858 pintó retratos importantes, como el del cura Martínez, párroco de San Telmo, y el de la familia Iraola y Gómez, sumamente elogiada, pues el animado grupo de ocho personas fue considerada una de las mejores pinturas vistas en la ciudad al tenerse como absoluta y completa la semejanza con los modelos. También pintó Retrato de un padre con sus dos hijas (actualmente en el Museo Nacional de Bellas Artes, Buenos Aires, Argentina), con una concepción académica, con predominio del dibujo sobre el color. 
Realizó pinturas de alto valor documental para la historia argentina: La batalla de Pavón, Matanza de prisioneros uruguayos, tomados en la batalla de India Muerta por Urquiza, Alegoría de la República Argentina, Retrato del noble Romano Pezzuti Pilloni, Muerte, despojo y degüello de Romano Pezzuti Pilloni en Pavón, La caridad, Negra vendedora de frutas, Centinela argentino, Bautismo del hijo nonato de doña Camila O’Gorman, antes de ir al suplicio, y otras.

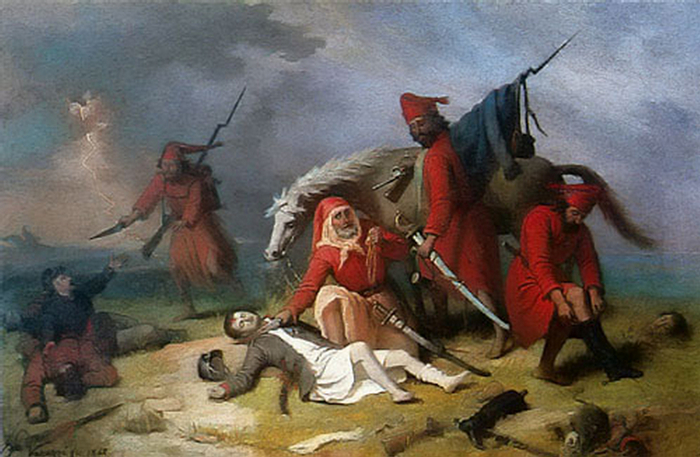
Baldassare Verazzi - "Muerte, despojo y degüello de Romano Pezzuti Pilloni en Pavón".

Según el crítico de arte José León Pagano, Verazzi: 

Dibujaba, no fue un colorista ni un virtuoso de la materia. Su cromatismo halló registros más extensos en las pinturas murales. Para el retrato, siempre de tonos sobrios, prefirió una paleta de registros bajos logrando en el ropaje efectos de negros, cálidos, no exentos de calidad.

Laroche lo elogiaba, afirmando: 

Académico, su obra está revestida por esa pulcritud y detallismo propio de la escuela (…) Fue un excelente dibujante; claroscuros y colores brillantes, los amalgamó en su paleta que fue limpia; fue siempre prolijo en la composición, tanto en los cuadros en que a fuerza de simplicidad se concretó a la figura del retratado, resaltando la semejanza, como en los cuadros en que abundan los elementos accesorios.

También en 1858, Verazzi se vio envuelto en un gran escándalo cuando pintó su Ejecución de María Estuardo, al encontrarse un gran parecido entre los rasgos del verdugo y el carbonario Juan Bautista Cúneo, destacada personalidad de la colectividad italiana en Argentina, íntimo amigo y correligionario de Giuseppe Mazzini y Giuseppe Garibaldi. Como resultado de ello, el pintor fue retado a duelo por varias personas gracias a los ataques de la prensa porteña, por lo que debió cambiar el rostro del verdugo en su cuadro.
En 1862, se produjo una rivalidad importante con un pintor italiano muy reconocido en Buenos Aires, Ignacio Manzoni, a quien Verazzi retó públicamente por la prensa a que presentara sus diplomas. Unos días después, El Nacional defendía a Verazzi, calificando a Ignacio Manzoni como pintor "de regular abajo", acreditando al primero como "el artista más completo de cuantos han venido al Río de la Plata".
Otra cuestión enojosa sería su gran pintura Retrato alegórico del General Urquiza, a quien coronaba una victoria alada, realizada en 1860. Verazzi expuso durante un mes el cuadro en su estudio, y todo Buenos Aires pasó para admirar su obra. 
Un periodista elogió su trabajo, diciendo: 

Nada hemos visto más exacto que este retrato y si no fuese que una galantería de Verazzi le ha dado la desembarazada y elegante apostura de un mariscal francés, cosa verdaderamente ajena del estanciero de San José, suavizando al mismo tiempo el gesto repulsivo y la expresión ferina de la fisonomía del general, ese lienzo parecería más bien un espejo en que se reflejaba la figura de Urquiza.

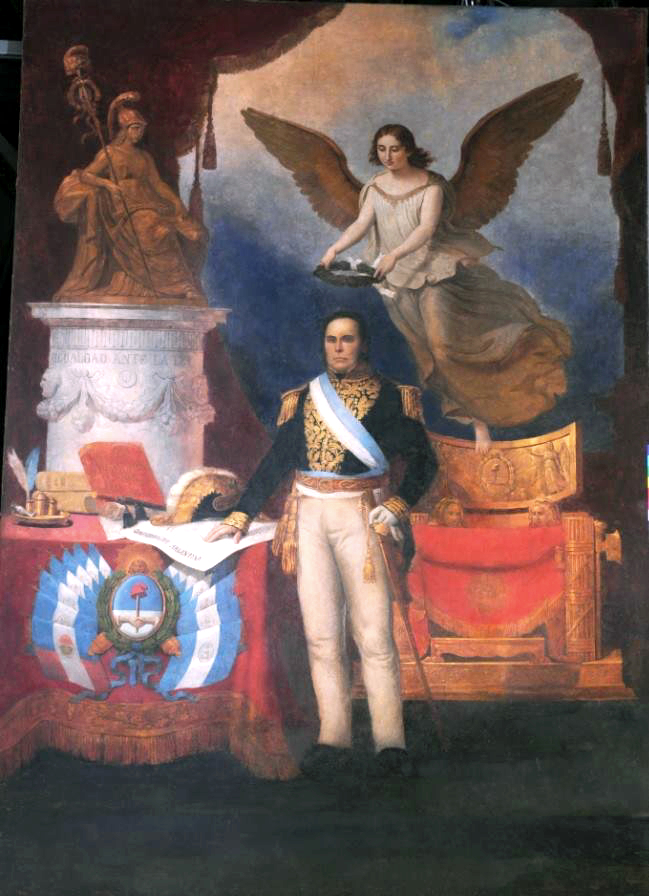
Alegoría del General Justo José de Urquiza y el 9 de Julio

Parece que Verazzi representó al general de esa manera grandilocuente sin su consentimiento, aunque estaría necesitado de su apoyo político. Aun cuando existía una tregua entre las provincias confederadas y Buenos Aires, la situación política era delicada. Adular al expresidente, en territorio porteño, era una apuesta riesgosa y provocativa para sus adversarios. La jugada fracasó rotundamente para Verazzi. Urquiza, no solo se abstuvo de visitar el taller donde se exhibía su cuadro sino que se negó a recibirlo en su estancia de San José. Verazzi y su obra deambularon sin rumbo y luego de cruzar más de una vez el océano, la pieza fue instalada definitivamente en el Salón Blanco de la Casa Gris en la ciudad de Paraná en los inicios del siglo XX.

## Etapa uruguaya
Las contrariedades relatadas lo alejaron de Buenos Aires, trasladándose a Montevideo en 1862, pintando numerosos retratos durante su estadía allí hasta 1866. Su estadía en esa ciudad fue tranquila, comparada con lo agitado de su estadía en Buenos Aires. En 1863, la curia montevideana le encargó la ejecución de una serie de frescos en la Rotonda del Cementerio Central. Al pie de las pinturas colocó una leyenda que decía en italiano: 

Este fresco fue hecho sólo por el dinero de los gastos; el trabajo personal fue regalado a la iglesia, así quedará recuerdo del autor. Es una vergüenza para la República Argentina que son bárbaros para las bellas artes, las infamias del primer presidente general que hizo sufrir a este artista. Las consecuencias han sido funestas.

El pintor Juan Manuel Blanes, borró años más tarde, al restaurar los frescos, la última parte de esa leyenda. 
Al año siguiente, pintó el retrato del general Fructuoso Rivera y el de Juan Manuel de Rosas; en 1865 el del general Manuel Freire; también los retratos de los coroneles Francisco Osorio, Francisco Tajes y Bernardino Olid. Luego retrató a Pablo Duplesis, y terminó al año siguiente el retrato del Teniente de Infantería Teodoro Ferreira; la mayoría de ellos actualmente expuestos en el Museo Histórico Nacional, de Montevideo.
En 1866, expuso el retrato del general León de Palleja, recibiendo elogiosos comentarios de la prensa. Existen en manos de particulares montevideanos, varios retratos pintados por Verazzi, como el de Quintín Correa, Clementina Ximénez, Joaquina Requena de Narvajas, y el muy elogiado Retrato de dama.
Regresó por un breve período a residir en Buenos Aires, aunque luego de pocos años retornó a Italia, deteniéndose por poco tiempo a pintar sus últimos cuadros americanos en Río de Janeiro, falleciendo en Lesa (Novara, Piamonte), a orillas del Lago Maggiore, en 1886. Algunas de sus obras se encuentran en los principales museos de Buenos Aires y Montevideo, la Accademia di Brera, la Galería de Arte Moderno de Milán, en colecciones privadas y en los siguientes edificios religiosos italianos: la capilla del Hospital Fatebenefratelli (antes Fatebesorelle) de Milán, iglesias Malnate (Varese), Dornoch (Pavia), Turbigo (Milan), Ramello (Verbania), Caprezzo (Verbania) y Bee (Verbania). Su hijo Serafino (1875-1945) fue un pintor apreciado.